# Ajtmuchamed Musin
Ajtmuchamed Musin (ros. Айтмухамед Мусин, ur. 1899 w obwodzie semipałatyńskim, zm. w lutym 1938) – radziecki kazachski polityk, działacz partyjny.

## Życiorys
W 1920 uczył się na kursach pedagogicznych w Semipałatyńsku, następnie na rocznych kursach ogólnokształcących w tym mieście, 1921-1924 pracował jako nauczyciel i kierownik szkoły. W 1925 został przyjęty do partii komunistycznej, pracował jako instruktor partyjnego Komitetu Powiatowego w Ust-Kamienogorsku, 1927-1930 studiował w Moskwie na Komunistycznym Uniwersytecie im. Swierdłowa, po czym został sekretarzem odpowiedzialnym Komitetu Rejonowego WKP(b) w Żarkencie. W 1932 objął funkcję I sekretarza Komitetu Rejonowego WKP(b) w Kyzyłordzie, 1933-1934 był redaktorem gazety "Socijałły Kazakstan", a 1934-1936 II sekretarzem Komitetu Obwodowego WKP(b) w Karagandzie. Od kwietnia do sierpnia 1936 był przewodniczącym Komitetu Wykonawczego Karagandyjskiej Rady Obwodowej, a od sierpnia 1936 do października 1937 I sekretarzem Komitetu Obwodowego WKP(b)/Komunistycznej Partii (bolszewików) Kazachstanu w Aktiubińsku. 24 października 1937 został aresztowany w Ałma-Acie, następnie skazany na śmierć przez Wojskowe Kolegium Sądu Najwyższego ZSRR na sesji wyjazdowej w Ałma-Acie i rozstrzelany. W 1960 pośmiertnie zrehabilitowany.